# Pardosa lowriei
Pardosa lowriei este o specie de păianjeni din genul Pardosa, familia Lycosidae, descrisă de Kronestedt, 1975. Conform Catalogue of Life specia Pardosa lowriei nu are subspecii cunoscute.